# 费观
費觀（2世紀？—3世紀？），或名覲，字賓伯，東漢三國時代蜀漢將領，荊州江夏鄳人。

## 生平

### 歷史概況
蜀漢振威將軍。劉璋生母，乃費觀之族姑，刘璋又以女兒許嫁給費觀為妻。建安十八年（213年）隨李嚴統軍，拒劉備於綿竹，之後與嚴俱降，劉備既定益州，拜為裨將軍，歷任巴郡太守、江州都督，建興元年（223年）封都亭侯，加振威將軍。都護李嚴自視甚高，護軍輔匡等年齡與地位與李嚴差不多，但李嚴卻不願主動與他們來往；然而費觀比李嚴年幼二十馀歲，兩人卻能像同輩般親交。費觀死時三十七歲。
赵一清指出费观可能与费祎族父费伯仁为一人。

## 三國演義
蜀臣。初從劉璋，為璋妻弟。先主征益州，觀舉李嚴共領兵前去守把綿竹。先主至綿竹，觀遣李嚴出兵迎戰。嚴敗陣降伏，回城招降費觀。嚴入綿竹城，對費觀贊玄德如此仁德；今若不降，必有大禍。觀從其言，開門投降。

### 歷史評價
- 陳壽：「觀為人善於交接。」
- 楊戲：「揚威才幹，欷歔文武，當官理任，衎衎辯舉，圖殖財施，有義有敘。」

| 官衔                               | 官衔                       | 官衔        |
| ---------------------------------- | -------------------------- | ----------- |
| 前任： 首任 就任时蜀汉尚未正式成立 | 蜀汉江州都督 219年-226年？ | 繼任： 李严 |